# Götene Tor BTK
Götene Tor BTK är en bordtennisklubb i Götene kommun. Klubben har funnits sedan 1948 men hade då annat namn, Vättlösa IK. Då spelade klubben enbart fotboll. Bordtennisverksamheten startade 1966 och klubben fick då namnet IK Tor. 1995 ändrades namnet till Götene Tor BTK.
Götene Tor BTK har i dagsläget, år 2007, ca 150 medlemmar. Klubben anordnar årligen tävlingarna Götene-Träffen och Fullträffen där bordtennisspelare från flera olika klubbar spelar.